# Шолдер, Джек
Джек Шолдер (англ. Jack Sholder) — американский кинорежиссёр, сценарист и монтажёр, работавший в жанре фильма ужасов.

## Биография
Джек Шолдер родился 8 июня 1945 года в Филадельфии, штат Пенсильвания. С 2004 года и до ухода на пенсию в 2017-м работал преподавателем Университета Западной Каролины на отделении театра и кино.

## Интересные факты
- В DVD-комментариях к фильму Скрытый враг Джек Шолдер сказал, что его любимый режиссёр — Жан Ренуар.

## Фильмография

### Режиссёр
- 2004 — 12 дней страха / 12 Days of Terror
- 2003 — Дрожь / Tremors
- 2002 — Бипер / Beeper
- 2001 — Арахнид / Arachnid
- 2000 — Сверхновая / Supernova
- 1999 — Исполнитель желаний 2: Зло никогда не умирает / Wishmaster 2: Evil Never Dies
- 1998 — 1999 — Смертельная битва: Завоевание / Mortal Kombat: Conquest
- 1997 — 2000 — Золотые крылья Пенсаколы / Pensacola: Wings of Gold
- 1997 — Автомобиль-беглец / Runaway Car
- 1996 — Поколение Икс / Generation X
- 1995 — Омен / The Omen
- 1995 — Рисовальщик 2: Руки, которые видят / Sketch Artist II: Hands That See
- 1994 — Зловещее отражение / Natural Selection
- 1993 — Двенадцать ноль одна пополуночи / 12:01
- 1990 — 1991 — Пламя Габриэля / Gabriel’s Fire
- 1990 — На рассвете / By Dawn's Early Light
- 1989 — 1996 — Байки из склепа / Tales from the Crypt
- 1989 — Ренегаты (фильм)
- 1988 — История вьетнамской войны 2 / Vietnam War Story II
- 1987 — Скрытый враг / The Hidden
- 1985 — Кошмар на улице Вязов 2: Месть Фредди / A Nightmare on Elm Street Part 2: Freddy's Revenge
- 1982 — Одни во тьме / Alone in the Dark
- 1973 — Вечеринка в саду / The Garden Party

### Сценарист
- 1999 — Исполнитель желаний 2: Зло никогда не умирает / Wishmaster 2: Evil Never Dies
- 1986 — Где дети? / Where Are the Children?
- 1982 — Одни во тьме / Alone in the Dark (рассказ)
- 1977 — Отец камикадзе / Yamaguchi-gumi gaiden: Kyushu shinko-sakusen
- 1973 — Вечеринка в саду / The Garden Party

### Монтажёр
- 1980 — Сожжение / The Burning